# Dicranomyia (Neoglochina) sciasma
Dicranomyia (Neoglochina) sciasma is een tweevleugelige uit de familie steltmuggen (Limoniidae). De soort komt voor in het Neotropisch gebied.